# Coccodrillo (film)
Coccodrillo (hangŭl: 악어; latinizzazione riveduta della lingua coreana: Ageo) è un film sudcoreano del 1996 diretto da Kim Ki-duk.
In Italia è stato trasmesso il 16 agosto 2014 in prima visione TV all'interno di Fuori orario. Cose (mai) viste.

## Trama
Coccodrillo è un ragazzo senzatetto che, da sotto i ponti del fiume Han, attende i suicidi per rovistare nei loro indumenti e rubare gli oggetti di valore; insieme a lui vivono un bambino e un uomo anziano. Un giorno, Coccodrillo incontra Hyun-jung, una donna cacciata dal suo uomo, e la salva dal tentato suicidio per fare di lei la sua schiava. Hyun-jung viene ripetutamente violentata da Coccodrillo, che pian piano se ne innamora.